# Jabłuniwka (obwód kirowohradzki)
Jabłuniwka (ukr. Яблунівка) – wieś na Ukrainie, w obwodzie kirowohradzkim, w rejonie nowoukrajinskim. W 2001 roku liczyła 179 mieszkańców.